# Domingo Martínez de Irala
Domingo Martínez de Irala (Bergara, 1509 — Assunção, Paraguai, 1556) foi um conquistador e colonizador espanhol.
Martínez de Irala veio para a América em 1535, junto à expedição de Pedro de Mendoza e participando no ano seguinte da primeira fundação de Buenos Aires. Com a morte de Juan de Ayolas em 1537, passa a ser o governador do Rio da Prata, com sede em Assunção.